# Hugo Arévalo
Hugo Arévalo (Villa Alegre, 1940 – Isla Negra, 26 maggio 2024) è stato un cantautore, chitarrista e regista televisivo cileno, marito di Charo Cofré con cui collaborò attivamente a livello musicale e audiovisivo.
Come musicista o nell'ambito audiovisivo, Hugo Arévalo contribuì a vari momenti fondamentali della storia musicale del Cile. Fu tra i primi ad aver inciso il guitarrón cileno, fece attivamente parte della peña de los Parra, fu tra i pionieri del videoclip nel suo paese e durante l'esilio fu una delle principali voci della protesta contro la dittatura.

## Biografia
Hugo Arévalo nacque nella località cilena agricola Villa Alegre nel 1940. Una volta laureatosi come professore, nel 1958 si trasferì a Concepción, dove lavorò come giornalista e sceneggiatore teatrale. Qui operò all'interno dell'Università assieme a Patricio Manns, all'interno di un progetto televisivo di breve durata. Nel 1960 si trasferì a Santiago del Cile, dove lavorò come cameraman per l'emittente Canal 13.
Durante gli anni sessanta frequentò la Peña de los Parra suondovi la chitarra, strumento che imparò a suonare fin da bambino, facendo parte di diversi gruppi musicali di ambito folk. Incoraggiato da Ángel Parra a riprendere la sua carriera, incise un album della serie El folklore de Chile dell'etichetta Odeon con il guitarrón cileno. Nello stesso periodo, alla Peña Chile Ríe y Canta, conobbe quella che poi divenne sua moglie, la cantante Charo Cofré.
Divenuto parte di questa peña, vinse una borsa di studio in Scozia per studiare direzione e produzione, trasferendosi così a Glasgow nel 1971, dove creò la canción filmada, di fatto una delle prime forme di videoclip. Nel 1971 filmò così la canzone La lavandera di Violeta Parra, cantata dalla moglie Charo Cofré, realizzando quello che venne in seguito considerato uno tra i primi videoclip cileni. Ritornato in Cile l'anno seguente, riprese a lavorare per Canal 13, dove realizzò una serie di documentari e di videoclip, invitando molti artisti dell'ambito della Nueva Canción Chilena a esibirsi dal vivo e registrando canción filmada per Víctor Jara, Patricio Manns, i Quilapayún, Margot Loyola e Pedro Messone, tra i tanti.
Dopo il colpo di stato del 1973 Hugo Arévalo e Charo Cofré fuggirono in esilio insieme, proseguendo la loro attività musicale e televisiva. In seguito al rientro in Cile, i due presero dimora a Isla Negra, gestendovi il ristorante "La Candela" e continuando l'attività musicale.

## Discografia parziale

### Album
- 1969 - El guitarrón y el canto a lo poeta
- 1975 - Solo digo compañeros (con Charo Cofré)
- 1976 - Cantos campesinos de Chile vol. 1 (con Charo Cofré)
- 1976 - Cantos campesinos de Chile vol. 2 (con Charo Cofré)
- 1982 - Una canzone per El Salvador
- 1984 - En esta ausencia (con Charo Cofré)
- 1985 - ¿En dónde tejemos la ronda? (con Charo Cofré)
- 1986 - Ardiente paciencia
- 1987 - El mundo de Violeta Parra

### Collaborazioni
- 1969 - Isabel Parra - Cantando por amor
- 1975 - Charo Cofré – El canto de Chile